# جيم سنايدر
جيم سنايدر (بالإنجليزية: Jim Snyder)‏ هو لاعب كرة قاعدة أمريكي، ولد في 15 سبتمبر 1847 في بروكلين في الولايات المتحدة، وتوفي في 1 ديسمبر 1922 في Rockaway Beach, Queens ‏ في الولايات المتحدة.

## وصلات خارجية
- جيم سنايدر على موقعبيزبول رفرنس.كوم (الدوري الرئيسي) (الإنجليزية)